# 패스 오버
패스 오버(Pass Over)는 미국에서 제작된 스파이크 리 감독의 2018년 드라마 영화이다. 블랙 드롱 등이 주연으로 출연하였다.
이 영화는 미국 시카고 스테픈울프 극장에서 2017년 촬영되었다.
2018년 선댄스 영화제에서 초연되었다. 이후 2018년 4월 20일 아마존 프라임을 통해 개봉하였다.

## 출연

### 주연
- 블랙 드롱
- 존 마이클 힐